# Colletes nudus
Colletes nudus là một loài Hymenoptera trong họ Colletidae. Loài này được Robertson mô tả khoa học năm 1898.

## Hình ảnh

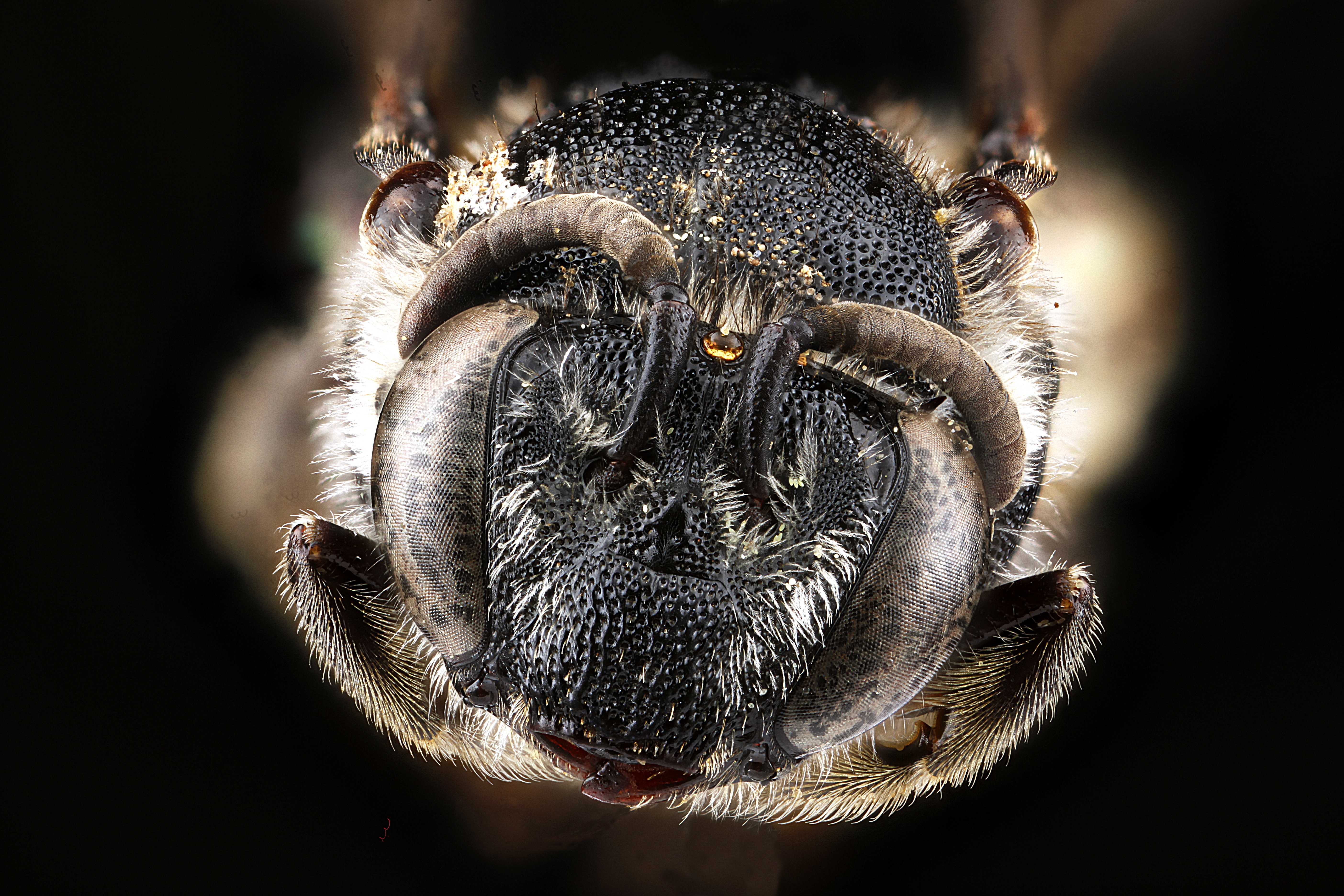